# Stipa bavarica
Stipa bavarica  (лат.) — вид однодольных растений рода Ковыль (Stipa) семейства Злаки (Poaceae). Впервые описан ботаниками Мартиновски и Г. Шольцем в 1968 году.
Синонимичное название — Stipa pulcherrima subsp. bavarica (Martinovský & H.Scholz) Conert; в некоторых источниках это название до сих пор используется как основное.

## Распространение, описание
Эндемик Германии, распространённый в окрестностях города Нойбург-на-Дунае на территории горного массива Франконский Альб. Общий ареал распространения включает в себя всего лишь один небольшой участок площадью 137 км². Предпочитает расщелины и неглубокие ямы.
Гемикриптофит. Многолетнее травянистое растение. Стебель длиной 35—70 см. Листья опушённые, шероховатые, с острой верхушкой, размером 35—70×0,1 см. Соцветие — метёлка с 6—9 колосками ланцетовидной формы, каждый с одним цветков размером примерно 0,2 см. Плод — веретенообразная зерновка.

## Замечания по охране
Растение с низкой конкурентоспособностью. Вид считается уязвимым («vulnerable») согласно данным Международного союза охраны природы. Численность экземпляров определяется как стабильная, однако на национальном и региональном уровне вид по-прежнему считается находящимся на грани исчезновения. Включён в список Бернской конвенции об охране дикой фауны и флоры и природных сред обитания, а также в Красные книги Германии и Баварии.